# Miconia loretensis
Miconia loretensis är en tvåhjärtbladig växtart som beskrevs av Pilg.. Miconia loretensis ingår i släktet Miconia och familjen Melastomataceae. Inga underarter finns listade i Catalogue of Life.